# روزويل إس. ريبلي
روزويل إس. ريبلي (بالإنجليزية: Roswell S. Ripley)‏ هو عسكري أمريكي، ولد في 14 مارس 1823 في وورثينغتون في الولايات المتحدة، وتوفي في 26 مارس 1887 في نيويورك في الولايات المتحدة.